# Ideas in Science
 (octobre 2020).
Ideas in Science est une association loi de 1901 à but non lucratif, reconnue d'intérêt général.

## Informations générales
Ideas in science est une vidéothèque de savoirs en sciences, multidisciplinaire, multiculturelle et accessible à tous. Elle est créée en France en 2011 sur YouTube, par Laurence Honnorat, récipiendaire du prix Alexandre-Ananoff en 2019. La chaîne comprend plus de 2 000 vidéos originales de scientifiques s’exprimant sur les dernières découvertes effectuées dans leur domaine de recherche. Les vidéos sont tournées lors d’interviews privées avec les chercheurs, où lors de conférences, tables rondes, colloques et congrès. Elle a bénéficié dès ses débuts du soutien de chercheurs reconnus tels que Hubert Reeves, Jean-Sébastien Steyer, Hervé Fischer et Roland Lehoucq. La chaîne est également citée dans plusieurs articles de revues telles qu'Air et Cosmos et Société astronomique de France (SAF).
Le site d’information en ligne Futura-science.com s’inspire régulièrement de vidéos de la chaîne YouTube Ideas in Science pour la rédaction de ses articles et ajoute le lien de celles-ci. Par exemple l’article “Fascinant : des « battements d'ailes de papillons » quantiques expliqueraient notre Univers !”.
Les domaines scientifiques abordés concernent les mathématiques, sciences physiques, biologie, chimie, neurosciences, médecine, paléontologie, géologie, climatologie astronomie, astrophysique, cosmologie, espace, éthique, sociologie, histoire des sciences, philosophie des sciences et science-fiction.
Le 4 juin 2020, la chaîne prend un statut officiel en se constituant association loi de 1901. Actuellement, la chaîne a plus de 87 000 abonnés et a été visitée par plus de 15 millions d’internautes.
Depuis 2015, plusieurs centaines de conférences du festival international des Utopiales, relayé sur son site internet, sont filmées et retransmises en exclusivité sur la chaîne Ideas in Science.
Ideas in science couvre l’événement mondial TimeWorld depuis sa création en 2019. Pour la première fois en 2022, le congrès a lieu au Canada, dans les locaux du campus MIL de l’Université de Montréal.

## Objectifs
Le but de l’association est de mettre gratuitement à disposition de tous, les connaissances et actualités scientifiques, tout en permettant aux passionnés, amateurs ou professionnels, d'échanger. L’objectif est de créer une stimulation intellectuelle autour des sciences afin de permettre l’émergence d'idées nouvelles.

## Principaux évènements scientifiques filmés par Ideas in Science
- Originalités de la vie, ENS – Paris, 2011-2012[10]
- Festival d'astronomie de Fleurance, 2013-2017[11].
- RCE (Rencontre du Ciel et de l'Espace), 2014-2020[12].
- RED (Rencontres Exobiologiques pour Doctorants), 2014-2024[13].
- Utopiales, Palais des Congrès – Nantes, 2015 à 2024[14]
- TimeWorld, congrès mondial sur le temps, Cité des sciences et de l’industrie – Paris, 2019[15].
- TimeWorld, congrès mondial sur le hasard, Conservatoire national des arts et métiers – Paris, 2021[16].
- TimeWorld, congrès mondial sur l'IA, UdeM – Montréal, 2022
- TimeWorld, congrès mondial sur la construction, Sorbonne Université – Paris, 2022
- TimeWorld, congrès mondial sur l'énergie, Conservatoire national des arts et métiers – Paris, 2023
- TimeWorld, congrès mondial sur l'énergie, Centre d’Événements et de Congrès Interactifs (CECi) – Trois-Rivières (Québec), 2024